# Відкритий чемпіонат США з тенісу 1981
Відкритий чемпіонат США з тенісу 1981 проходив з 1 вересня по 13 вересня 1981 року на відкртих кортах Національного тенісного центру Асоціації тенісу США у парку Флашинг-Медоуз у районі Нью-Йорка Квінз. Це був третій турнір Великого шолома календарного року. 

## Огляд подій та досягнень
Джон Макінрой захистив свій титул чемпіона США, вигравши турнір утретє поспіль. Для нього це була четверта перемога в турнірах Великого шолома. Бйорн Борг провів свій останній матч у мейджорах. 
У жінок Трейсі Остін виграла свій другий титул Великого шолома і вдруге стала чемпіонкою США. Минулорічна чемпіонка Кріс Еверт поступилася в півфіналі.

## Результати фінальних матчів

### Дорослі
| Одиночний розряд. Чоловіки  |                                 |                         |
| Джон Макінрой               | Бйорн Борг                      | 4–6, 6–2, 6–4, 6–3      |
|                             |                                 |                         |
| Одиночний розряд. Жінки     |                                 |                         |
| Трейсі Остін                | Мартіна Навратілова             | 1–6, 7–6(7–4), 7–6(7–1) |
|                             |                                 |                         |
| Парний розряд. Чоловіки     |                                 |                         |
| Пітер Флемінг Джон Макінрой | Гейнц Гюнтгардт Пітер Макнамара | без гри                 |
|                             |                                 |                         |
| Парний розряд. Жінки        |                                 |                         |
| Кеті Джордан Енн Сміт       | Розмарі Касалс Венді Тернбулл   | 6–3, 6–3                |
|                             |                                 |                         |
| Мікст                       |                                 |                         |
| Енн Сміт Кевін Каррен       | Джоанн Расселл Стів Дентон      | 6–4, 7–6(7–4)           |
|                             |                                 |                         |

### Юніори
| Одиночний розряд. Хлопці  |              |          |
| Томас Геґстедт            | Ганс Шваєр   | 7–5, 6–3 |
|                           |              |          |
| Одиночний розряд. Дівчата |              |          |
| Зіна Гаррісон             | Кейт Гомперт | 6–0, 6–3 |